# Упразднённые населённые пункты Севастополя
Часть сёл, существовавших в разное время на территории нынешнего Севастопольского горсовета, были в силу разных причин покинуты жителями и исчезли с лица земли, некоторые были включены в состав других населённых пунктов (в основном вошли в черту разросшегося города Севастополя), некоторые же были официально лишены статуса отдельных населённых пунктов и включены в состав Севастополя, но фактически продолжают оставаться отдельными поселениями.

## Включённые в состав других населённых пунктов
- Бартеньевка — включено в состав Севастополя, сейчас район (местность) на Северной стороне
- Благодатное — включено в состав Балаклавы
- Камышовая Бухта — включена в состав Севастополя, сейчас район на юге города
- Любимовка — включено в состав Севастополя, сейчас район на севере города
- Николаевка — включено в состав Севастополя
- Новая Земля — включено в состав Севастополя
- Орта-Кесек-Отаркой — включено в состав Фронтового
- Пригородное — включено в состав Балаклавы
- Учкуевка — включено в состав Севастополя, сейчас район (местность) на Северной стороне

## Исчезнувшие сёла
| Исчезнувшие сёла    | Исчезнувшие сёла                | Исчезнувшие сёла           | Исчезнувшие сёла   | Исчезнувшие сёла |
| Село                | Координаты                      | Местоположение (сельсовет) | Годы упразднения   |                  |
| ------------------- | ------------------------------- | -------------------------- | ------------------ | ---------------- |
| Ай-Тодор (Гористое) | 45°28′05″ с. ш. 33°08′10″ в. д. | Терновский                 | с 1968 по 1977 год |                  |
| Ахтиар              | 44°37′05″ с. ш. 33°35′15″ в. д. | —                          | —                  |                  |
| Водоканал           | 44°35′00″ с. ш. 33°36′20″ в. д. | —                          | —                  |                  |
| Гайтани             | 44°36′10″ с. ш. 33°37′15″ в. д. | —                          | —                  |                  |
| Кара-Коба           | 44°36′25″ с. ш. 33°41′15″ в. д. | —                          | —                  |                  |
| Кучки               | 44°32′40″ с. ш. 33°43′10″ в. д. | Терновский                 | с 1968 по 1977 год |                  |
| Мармара             | —                               | —                          | —                  |                  |
| Новониколаевка      | 44°28′20″ с. ш. 33°48′25″ в. д. | —                          | 1949               |                  |
| Октябрьский         | 44°35′45″ с. ш. 33°36′20″ в. д. | —                          | —                  |                  |
| Толе                | 44°29′35″ с. ш. 33°47′47″ в. д. | Орлиновский                | до 1829 года       |                  |
| Хворостянка         | 44°33′25″ с. ш. 33°45′50″ в. д. | Терновский                 | с 1968 по 1977 год |                  |

### Малоупоминаемые населённые пункты
- Куру-Узен — 44°31′ с. ш. 33°41′ в. д.HGЯO. Располагалось на Сухой Речке, у шоссе Севастополь — Ялта, примерно в 3 км к востоку от села Оборонное[1]. Встречается в Списке населённых пунктов Крымской АССР по Всесоюзной переписи 17 декабря 1926 года, согласно которому в селе Куру-Узен (Сухая Речка) Камарского сельсовета Севастопольского района числилось 7 дворов, все крестьянские, население составляло 25 человек (12 мужчин и 13 женщин). В национальном отношении учтено: 10 русских, 2 украинца, 7 греков, 1 записан в графе «прочие»[2].
- Омега — встречается в Списке населённых пунктов Крымской АССР по Всесоюзной переписи 17 декабря 1926 года, согласно которому на хуторе Круглая Бухта Омега Ново-Замельского сельсовета Севастопольского района имелось 38 дворов, из них 15 крестьянских, население составляло 82 человек (34 мужчины и 48 женщин). В национальном отношении учтено 61 русский, 5 украинцев, 1 белорус, 2 немца, 1 грек, 1 болгарин, 1 еврей, 1 эстонец, 9 записаны в графе «прочие»[2]. Включена в состав Севастополя, сейчас район на юге города.

## Упразднённые населённые пункты Балаклавского района
Решением исполнительного комитета Крымского областного Совета депутатов трудящихся от 7 мая 1957 № 292 года были упразднены Балаклавский городской Совет и Пригородненский (Кадыковский) сельский Совет и включены в черту города Севастополя. Села Чернореченского сельсовета были переданы в подчинение городскому совету Севастополя. Согласно решению исполнительного комитета Севастопольского городского Совета депутатов трудящихся от 14 августа 1962 года № 442 был упразднен Чернореченский сельсовет, включавший в себя населенные пункты: Черноречье, Хмельницкое, Оборонное, Штурмовое, Морозовка. Поселения фактически существовали, но формально это были почтовые адреса в Балаклавском районе.

### Восстановление населённых пунктов Балаклавского района
В 2014 году, после присоединения к России, в составе города федерального значения Севастополь вновь получили статус самостоятельных населённых пунктов.

| - 1-е отделение Золотой Балки - 3-е отделение Золотой Балки - Морозовка - Оборонное - Первомайское | - Сахарная Головка - Флотское - Хмельницкое - Черноречье - Штурмовое |

В 2019 году в Балаклавском районе был восстановлен посёлок Ласпи.